# NGC 105
NGC 105는 물고기자리 방향에 있는 나선 은하이다. LEDA 212515와 상호 작용 중 이기도 한다.

## 초신성
- SN 1997cw (type Ia, mag. 16.5) 1997년 7월 10일에 발생한 초신성이다.[3][4]
- SN 2007A (type Ia, mag. 16) 2007년 1월 2일에 발생한 초신성이다.[5][6]